# نیل وب
نیل وب (به انگلیسی: Neil Webb) زادهٔ ۳۰ ژوئیه ۱۹۶۳ بازیکن فوتبال اهل انگلستان بود که سابقهٔ بازی در تیم ملی فوتبال انگلستان را در کارنامهٔ خود دارد. وی در تاریخ ۹ سپتامبر ۱۹۸۷ نخستین بازی ملی خود را در مقابل تیم ملی فوتبال آلمان غربی انجام داد و با حضور در ۲۶ بازی ملی، در تاریخ ۱۷ ژوئن ۱۹۹۲ واپسین بازی ملی‌اش را در برابر تیم ملی فوتبال سوئد برگزار کرد.
این بازیکن توانسته در بازی‌های ملی، ۴ گل به ثمر برساند.